# Dàwud ibn Úmar al-Antakí
Dàwud ibn Úmar al-Antakí o, simplement, Dàwud al-Antakí (àrab: داؤود الأنطاكي; nascut a Al-Fu'ah al segle xi i mort a la Meca el 1597) fou un metge i farmacòleg turc cec esdevingut un escriptor conegut. El seu tractat de medicina compila informació útil sobre la medicina islàmica medieval, les substàncies medicinals i el seu ús al Llevant. Treballava al Caire.
Visqué bona part de la seva vida a Antioquia abans de fer un pelegrinatge a la Meca, que aprofità per visitar Damasc i el Caire abans d'instal·lar-se a la Meca. Després de l'edat daurada de la medicina islàmica medieval, fou un dels tres grans experts en medicina del món àrab als segles xiv a xvi, juntament amb l'iraquià Yússuf ibn Ismaïl al-Kutubí i l'otomà Hacı Paixà.